# Iglesia Presbiteriana Swift
La Iglesia Presbiteriana Swift es una histórica iglesia presbiteriana ubicada en Swift Church Road en Miflin, Alabama. Fue construido en 1905 en estilo gótico tardío y agregado al Registro Nacional de Lugares Históricos en 1988.